# Ołeksijiwka (hromada Piszczanyj Brid)
Ołeksijiwka (ukr. Олексіївка) – wieś na Ukrainie, w obwodzie kirowohradzkim, w rejonie nowoukraińskim, w hromadzie Piszczanyj Brid. W 2024 liczyła 828 mieszkańców.